# توماس اچ کورمن
توماس اچ کورمن (به انگلیسی: Thomas H. Cormen) ‏ یکی از نویسندگان کتاب مقدمه‌ای بر الگوریتم‌ها همراه با چارلز ای لیزرسان ،ران ریوست و کلیفورد استین است.
وی در سال ۲۰۱۳ کتاب جدیدی را با نام انگلیسی Algorithms Unlocked منتشر کرد.
او یک استاد علوم رایانه در کالج دارتموث و در حال حاضر رئیس دانشکده علوم رایانه این کالج است. همچنین او بین سال‌های ۲۰۰۴ و ۲۰۰۸ به کارگردانی برنامه‌ریزی دانشگاه دارتموث مشغول بود.

## زندگی و تحصیلات
توماس اچ کورمن در سال ۱۹۵۶ در شهر نیویورک متولد شد و در دهکده اوشن ساید نیویورک بزرگ شد.

او مدرک ممتاز کارشناسی خود را در ژوئن ۱۹۷۸ در رشته مهندسی برق و علوم کامپیوتر از دانشگاه پرینستون دریافت نمود.

او سپس به دانشگاه ام‌آی‌تی رفت و در آن جا مدرک کارشناسی ارشد خود را در ماه مه سال ۱۹۸۶ در رشته مهندسی برق و علوم کامپیوتر با موضوع پایان‌نامه "سوئیچ‌های متمرکز برای مسیریابی پیام‌ها در کامپیوترهای موازی" دریافت کرد.
او همچنین مدرک دکترای PhD خود را با پایان‌نامه‌ای در مورد "حافظه مجازی برای محاسبات موازی داده ها" در فوریه سال ۱۹۹۳ دریافت نمود.

## افتخارات و جوایز
او در طول زندگی حرفه‌ای خود موفق به دریافت جوایز و افتخارات متعددی شد، از جمله:
- انتخاب شده در Phi Beta Kappa و Tau Beta Pi و Eta Kappa Nu.
- عضویت در بنیاد ملی علوم آمریکا.
- جایزه بهترین ارائه، سال ۱۹۸۶، کنفرانس بین‌المللی پردازش موازی، سنت چارلز، ایلینوی.
- جایزه ارائه برجسته، سال ۱۹۸۷، کنفرانس بین‌المللی پردازش موازی، سنت چارلز، ایلینوی.
- جایزه انتشارات حرفه‌ای و علمی در علوم کامپیوتر و پردازش داده‌ها، انجمن ناشران آمریکا، ۱۹۹۰.
- عضو خانواده جکوبوس، دانشگاه دارتموث سال ۱۹۹۸ تا ۱۹۹۹.
- عضو خانواده مک لین، دانشگاه دارتموث سال ۲۰۰۴ تا ۲۰۰۵.

## کتاب‌ها
- کورمن، توماس اچ؛ لیزرسان، چارلز ای؛ ریوست، رونالد ال (۱۹۹۰). مقدمه‌ای بر الگوریتم‌ها. ویرایش اول. مطبوعات MIT  و مک گرو هیل. شابک ۹۷۸۰۵۲۱۸۹۳۰۸۴.
- کورمن، توماس اچ؛ لیزرسان، چارلز ای؛ ریوست، رونالد ال؛ استین، کلیف (۲۰۰۱). مقدمه‌ای بر الگوریتم‌ها. ویرایش دوم. مطبوعات MIT  و مک گرو هیل. شابک ۹۷۸-۰-۲۶۲-۵۳۱۹۶-۲.
- کورمن، توماس اچ؛ لیزرسان، چارلز ای؛ ریوست، رونالد ال؛ استین، کلیف (۲۰۰۹). مقدمه‌ای بر الگوریتم‌ها. ویرایش سوم. مطبوعات MIT. شابک ۹۷۸-۰-۲۶۲-۰۳۳۸۴-۸.